# Alcina
Alcina és una òpera italiana composta per Georg Friedrich Händel sobre un llibret d'autor desconegut però basat en el poema èpic Orlando Furioso de Ludovico Ariosto, basat molt lliurement en les suposades guerres de Carlemany amb els musulmans. L'òpera recull els cants sisè i setè de l'Orlando Furioso: Ruggiero, un cavaller capturat per la bruixa Alcina, és rescatat per Bradamante, promesa de Ruggiero, i pel seu company Melisso. Alcina representa el plaer carnal.

## Història de la composició
Alcina va ser composta per a la primera temporada de Händel al Theatre Royal, Covent Garden de Londres. Es va estrenar el 16 d'abril de 1735. Com les altres obres del compositor en el gènere de l'òpera seria, Alcina va caure en l'oblit: després d'un renaixement a Brunswick el 1738, no es va tornar a representar fins a una producció a Leipzig el 1928.
La soprano australiana Joan Sutherland va cantar el paper en una producció de Franco Zeffirelli en la qual va debutar a La Fenice el febrer de 1960 i a l'Òpera de Dallas el novembre d'aquell any. Va actuar en la mateixa producció a la Royal Opera House, l'any 1962. Des d'aleshores Alcina s'ha representat a molts dels escenaris del món. Una de les grans produccions va ser la dirigida per Robert Carsen i representada originalment per a l'Òpera de París el 1999 i repetida a l'Òpera Lírica de Chicago. Ambdues escenificacions van comptar amb Renée Fleming en el paper principal
L'òpera va tenir una actuació concert el 10 d'octubre de 2014 al Barbican Centre de Londres. Joyce DiDonato va cantar el paper principal sota Harry Bicket amb The English Concert. Alice Coote, Christine Rice i Anna Christy van cantar altres papers significatius. El grup va fer una gira pel continent europeu amb actuacions a Pamplona, Madrid, Viena i París i després al Carnegie Hall de Nova York el 26 d'octubre. Alcina va rebre una producció totalment escenificada durant la temporada de l'Òpera de Santa Fe el 2017 amb Elza van den Heever en el paper principal. Entre moltes altres actuacions a tot el món, l'òpera va ser escenificada pel Festival de Salzburg el 2019, amb Cecilia Bartoli en el paper principal.

## Personatges
| Personatges                                                                                  | Tipus de veu         | Estrena, 16 Abril 1735 Director: George Frideric Handel |
| -------------------------------------------------------------------------------------------- | -------------------- | ------------------------------------------------------- |
| Alcina, una bruixa                                                                           | soprano              | Anna Maria Strada                                       |
| Morgana, la seva germana                                                                     | soprano              | Cecilia Young                                           |
| Oberto, un nen que busca el seu pare                                                         | noi soprano          | William Savage                                          |
| Ruggiero, un cavaller                                                                        | mezzosoprano castrat | Giovanni Carestini                                      |
| Bradamante, La Ruggiero està promesa, disfressada del seu propi germà, el cavaller Ricciardo | contralt             | Maria Caterina Negri                                    |
| Oronte, amant de Morgana                                                                     | tenor                | John Beard                                              |
| Melisso, antic tutor de Ruggiero                                                             | baix                 | Gustavus Waltz                                          |

## Sinopsi
Pròleg

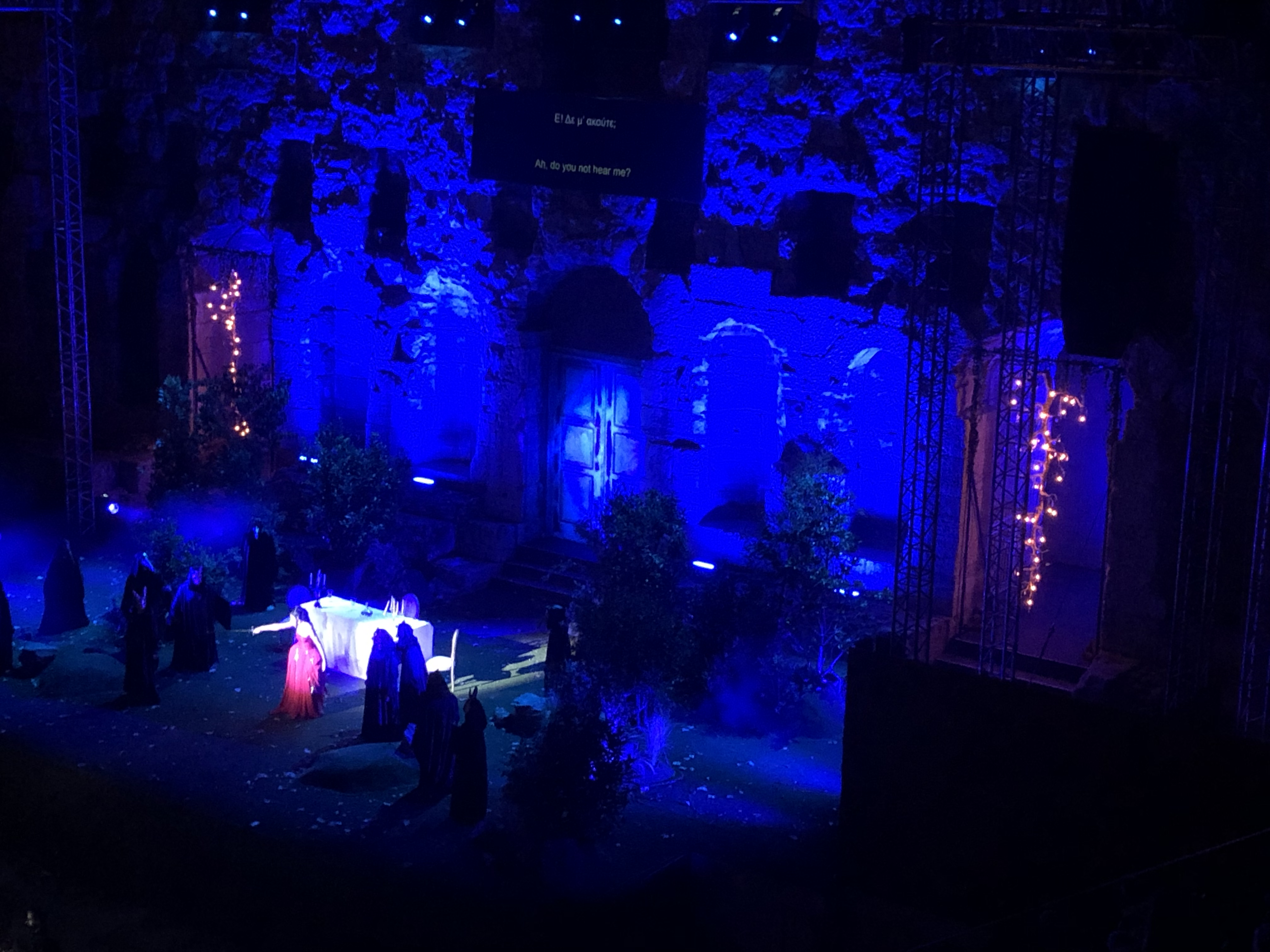
Representació d'ALCINA de Händel a l'antic teatre d'Atenes (2019)

El fons de l'òpera prové del poema Orlando Furioso. L'heroic cavaller Ruggiero està destinat a una vida curta però gloriosa, i un mag benèvol sempre l'allunya dels braços de la seva promesa, Bradamante. Bradamante no és del tipus que suporta la constant desaparició del seu amant, i passa grans parts del poema amb una armadura completa perseguint-lo. Just abans de començar l'òpera, l'ha rescatat d'un castell encantat, només per fer que el seu cavall volador (un hipogrif) s'encanta amb Ruggiero i se'n va amb ell. Ruggiero i l'hipogrif aterren en una illa al mig de l'oceà. Quan l'hipogrif comença a menjar-se les fulles d'un arbust de murta, en Ruggiero s'espanta al sentir que l'arbust comença a parlar. L'arbust revela que una vegada va ser una ànima viva anomenada Sir Astolfo, i l'illa pertany a les bruixes germanes Alcina i Morgana. La bella Alcina sedueix tots els cavallers que desembarquen a l'illa, però aviat es cansa dels seus amants i els transforma en pedres, animals, plantes o qualsevol cosa que li vingui de gust. Malgrat l'advertència d'Astolfo, Ruggiero marxa a grans passos per trobar-se amb aquesta bruixa, i cau sota el seu encanteri.

## Acte I
Bradamante, de nou buscant el seu amant, arriba a l'illa d'Alcina amb l'antic tutor de Ruggiero, Melisso. Vestida amb una armadura, Bradamante sembla un home jove i es diu el seu propi germà, Ricciardo. Ella i Melisso posseeixen un anell màgic que permet al portador veure a través de la il·lusió, que planegen utilitzar per trencar els encanteris d'Alcina i alliberar els seus captius.
La primera persona que coneixen és la bruixa Morgana. Amb prou feines humana i sense entendre l'amor veritable, immediatament abandona el seu propi amant Oronte pel maco Ricciardo. Morgana trasllada els visitants a la cort d'Alcina, on Bradamante està consternat al descobrir que Ruggiero està enamorat d'Alcina i en un estat d'amnèsia total sobre la seva vida anterior. També a la cort d'Alcina hi ha un nen, Oberto, que busca el seu pare, Astolfo, que va ser vist per última vegada dirigint-se cap a aquesta illa. Bradamante endevina que Astolfo ara s'ha transformat en alguna cosa, però ella calla i es preocupa per Ruggiero. Bradamante i Melisso retreuen a Ruggiero per la seva deserció, però Ruggiero només pensa en l'Alcina.
Mentrestant, Oronte descobreix que Morgana s'ha enamorat de Ricciardo i el desafia a un duel. Morgana atura la baralla, però Oronte està de mal humor i l'enfronta a Ruggiero. Explica al jove exactament com tracta l'Alcina als seus antics amants i afegeix que, pel que pot dir, l'Alcina s'ha enamorat del nouvingut, Ricciardo («Semplicetto! A donna credi?»). Ruggiero està horroritzat i aclapara l'Alcina amb la seva fúria gelosa. Les coses empitjoren encara més quan entra Ricciardo i fa veure que admira l'Alcina. Alcina calma en Ruggiero («Sì, son quella»), però Bradamante està tan molest en veure el seu promès cortejat davant els seus mateixos ulls que revela la seva veritable identitat a Ruggiero («La bocca vaga, quell'occhio nero»). Melisso la contradiu precipitadament i la confusió s'apodera de Ruggiero.
L'Alcina li diu a la Morgana que planeja convertir Ricciardo en un animal, només per mostrar a Ruggiero quant l'estima realment. Morgana demana a Ricciardo que escapi de l'illa i de les urpes de l'Alcina, però ell diu que prefereix quedar-se, ja que estima algú altre. Morgana creu que aquesta altra persona és ella mateixa, i l'acte acaba amb l'ària de Morgana «Tornami a vagheggiar» (en algunes produccions, aquesta ària és cantada per Alcina.)

## Acte II
Melisso recorda a Ruggiero a la raó i al deure deixant-lo portar l'anell màgic: sota la seva influència, Ruggiero veu l'illa tal com és realment: un desert, poblat de monstres. Horroritzat, s'adona que ha de marxar, i canta la famosa ària «Verdi prati» ('Prats verds') on admet que tot i que sap que l'illa i Alcina són una mera il·lusió, la seva bellesa el perseguirà durant la resta de la seva vida. .
Melisso adverteix a Ruggiero que no pot marxar; Alcina encara té un poder immens, i hauria de cobrir la seva fugida dient-li que vol anar a caçar. Ruggiero està d'acord, però, completament desconcertat per la màgia i la il·lusió que l'envolta, es nega a creure els seus ulls quan per fi veu a Bradamante com ella mateixa, creient que pot ser una altra de les il·lusions d'Alcina. Bradamante està desesperat, igual que l'Alcina. Convençuda de la indiferència d'en Ruggiero, entra per convertir Ricciardo en un animal, i Ruggiero s'ha de recuperar ràpidament i convèncer la bruixa que no necessita cap prova del seu amor. És en aquest moment quan el públic s'adona que l'Alcina estima de debò a Ruggiero; des d'ara fins al final de l'òpera, és representada amb simpatia.
Actuació a l'antic teatre Herodeion d'Atenes el 6 de juliol de 2019
Oronte s'adona que Ricciardo, Melisso i Ruggiero estan en algun tipus d'aliança, i Morgana i Alcina s'adonen que estan sent enganyats. Però és massa tard: els poders d'Alcina depenen de la il·lusió i, quan l'amor veritable entra a la seva vida, els seus poders màgics s'esvaeixen. Quan l'acte acaba, Alcina intenta cridar els esperits malignes per evitar que Ruggiero la deixi, però la seva màgia li falla.

## Acte III
Després d'això, l'òpera acaba ràpidament. Morgana i Oronte intenten reconstruir la seva relació; ella torna a ell i ell la rebutja, però (un cop està fora de l'escenari) admet que encara l'estima. Ruggiero torna al seu estatus heroic adequat i canta una ària acompanyada de trompes altes; Oberto es presenta a un lleó, al qual se sent estranyament lligat, i l'Alcina canta una ària desolada en la qual ella anhela l'oblit.
Bradamante i Ruggiero decideixen que han de destruir la font de la màgia d'Alcina, que normalment es representa com una urna. L'Alcina els suplica, però en Ruggiero és sord a les seves crides i trenca l'urna. Mentre ho fa, tot queda arruïnat i restaurat. El palau màgic d'Alcina s'enfonsa i ella i la Morgana s'enfonsen a terra, però els amants d'Alcina tornen a la seva pròpia naturalesa. El lleó es converteix en el pare d'Oberto, Astolfo, i altres persones s'ensopeguen amb: «Jo era una roca», diu un; «Jo un arbre», diu un altre, i «Jo una ona a l'oceà...» Tots els humans canten el seu alleujament i alegria, i Alcina queda oblidada.

## Enregistraments d'àudio
| Any  | Casting: Alcina, Ruggiero, Bradamante, Morgana, Oronte, Melisso, Oberto                                               | Direcció, Orquestra                            | Segell |
| ---- | --- | ---------------------------------------------- | --- |
| 1962 | Joan Sutherland, Teresa Berganza, Monica Sinclair, Graziella Sciutti, Luigi Alva, Ezio Flagello Mirella Freni         | Richard Bonynge, London Symphony Orchestra     | LP/CD: Decca                                                                                                |
| 1986 | Arleen Auger, Della Jones, Kathleen Kuhlmann, Eiddwen Harrhy, Maldwyn Davies, John Tomlinson, Patrizia Kwella         | Richard Hickox City of London Baroque Sinfonia | CD: EMI |
| 1999 | Renée Fleming, Susan Graham, Kathleen Kuhlmann, Natalie Dessay, Timothy Robinson, Laurent Naouri, Juanita Lascarro    | William Christie Les Arts Florissants          | CD: Erato Enregistrat en directe a l'Opéra national de Paris, juny de 1999                                  |
| 2005 | Anja Harteros, Vesselina Kasarova, Sonia Prina, Verónica Cangemi, John Mark Ainsley, Christopher Purves, Deborah York | Ivor Bolton Bayerisches Staatsorchester        | CD: Farao Classics Enregistrat en directe al Münchner Prinzregententheater, juliol de 2005                  |
| 2009 | Joyce DiDonato, Maite Beaumont, Sonia Prina, Karina Gauvin, Kobie van Rensburg, Vito Priante, Laura Cherici           | Alan Curtis Il Complesso Barocco orchestra     | CD: Archiv Deutsche Grammophon Enregistrat en directe a Chiesa di Sant'Agostino, Toscania, setembre de 2007 |

## Enregistraments de vídeo
| Any  | Càsting: Alcina, Ruggiero, Bradamante, Morgana, Oronte, Melisso, Oberto                                                     | Direcció, Teatre, Orquestra i cors                                                                 | Segell |
| ---- | --- | -------------------------------------------------------------------------------------------------- | --- |
| 1983 | Joan Sutherland, Margreta Elkins, Lauris Elms, Narelle Davidson, Richard Greager, John Wegner, Anne-Maree McDonald          | Richard Bonynge, Sydney Opera House, Sydney Symphony Orchestra and chorus                          | DVD: House of Opera Cat: DVD 8863 |
| 1990 | Arleen Augér, Della Jones, Kathleen Kuhlmann, Donna Brown, Jorge López Yáñez, Gregory Reinharti, Martina Musacchio          | William Christie, Grand Théâtre de Genève, Orchestre de la Suisse Romande, Choeur du Grand Théâtre | DVD: House of Opera Cat: DVD 206 |
| 1999 | Catherine Naglestad, Alice Coote, Helene Schneiderman, Catriona Smith, Rolf Romei, Michael Ebbecke, Claudia Mahnke          | Alan Hacker, Staatsoper Stuttgart, Staatsorchester Stuttgart                                       | DVD: ArtHaus Musik Cat: 100338; 100 339 |
| 2011 | Anja Harteros, Vesselina Kasarova, Kristina Hammarström, Veronica Cangemi, Benjamin Bruns, Adam Plachetka, Alois Mühlbacher | Marc Minkowski, Vienna State Opera, Les Musiciens du Louvre Grenoble, Vienna State Opera Ballet    | DVD / Blu-ray: ArtHaus Musik Cat: 101571; 108028 |
| 2015 | Sandrine Piau, Maite Beaumont, Angélique Noldus, Sabina Puértolas, Daniel Behle, Giovanni Furlanetto, Chloé Briot           | Christophe Rousset, Théâtre Royal de la Monnaie, Les Talens Lyriques, Choeur de Chambre de l'IMEP  | Blu-ray: Alpha Classics Cat: ALPHA-715 (Blu-ray 1: Alcina; Blu-ray 2: Tamerlano)                                                                          |
| 2015 | Patricia Petibon, Philippe Jaroussky, Anna Prohaska, Katarina Bradić, Anthony Gregory, Krzysztof Baczyk, Elias Mädler       | Andrea Marcon, Freiburger Barockorchester, Chœur MusicAeterna                                      | DVD / Blu-ray: Erato Records Cat: 9029597436; 9029597435 Broadcaster: Arte Channel Dirigida per Katie Mitchell al Festival d'Ais de Provença, Juliol 2015 |